# Dolichopeza geniculata
Dolichopeza geniculata là một loài ruồi trong họ Ruồi hạc (Tipulidae). Loài này được phát hiện ở miền Cổ bắc và miền Ấn Độ - Mã Lai.